# آرتور نبه
آرتور نبه (به آلمانی: Arthur Nebe) (زاده ۱۳ نوامبر ۱۸۹۴ – مرگ ۲۱ مارس ۱۹۴۵) یک ژنرال آلمانی و رئیس پلیس جنایی رایش سوم و از ژوئن ۱۹۴۱ تا نوامبر ۱۹۴۱ فرمانده گردان بی (B) نیروهای اقدام ویژه در لهستان و بلاروس بود. وی در ۲۱ مارس ۱۹۴۵ به جرم شرکت در کودتای ۲۰ ژوئیه با طناب دار اعدام شد.